# Obsession (UFO)
Obsession è il settimo album studio del gruppo musicale britannico UFO, pubblicato nel 1978 dalla Chrysalis Records.

## Tracce
1. Only You Can Rock Me (Mogg, Schenker, Way) – 4:08
2. Pack It Up (And Go) (Mogg, Schenker, Way) – 3:14
3. Arbory Hill (Schenker) – 1:11
4. Ain't No Baby (Mogg, Way) – 3:58
5. Lookin' Out For No. 1 (Mogg, Way) – 4:34
6. Hot 'N' Ready (Mogg, Schenker) – 3:16
7. Cherry (Mogg, Way) – 3:34
8. You Don't Fool Me (Mogg, Parker, Way) – 3:23
9. Lookin' Out For No. 1 (Reprise) (Way) – 1:14
10. One More For The Rodeo (Mogg, Way) – 3:45
11. Born to Lose (Mogg, Schenker, Way) – 3:31

## Formazione
- Phil Mogg - voce
- Michael Schenker - chitarra
- Paul Raymond - tastiere, chitarra
- Pete Way - basso
- Andy Parker - batteria